# Jane Alexander
Jane Alexander (Boston, Massachusetts; 28 de octubre de 1939) es una actriz, productora y escritora estadounidense. En 1993 fue elegida por el presidente Bill Clinton como directora del National Endowment for the Arts posición que sirvió hasta el año 1997.

## Biografía
Alexander nació como Jane Quigley en Boston (Massachusetts), hija de Ruth Pearson, una enfermera, y de Thomas B. Quigley, un cirujano ortopédico.
Notable actriz de teatro en A Electra le sienta bien el luto, La noche de la iguana, Antonio y Cleopatra, La heredera, Hedda Gabler, Hamlet y Madre Coraje y sus hijos y en largometrajes como El gran duelo, entre otros, junto a Kirk Douglas y Johnny Cash. Ganó el Premio Tony en el año 1970 y fue nominada seis veces, siete nominaciones al Premio Grammy, tres al Globo de Oro y cuatro al Premio Óscar (Testament, Kramer vs. Kramer, entre otras).
Ha estado casada con Robert Alexander (1962–1974) y con Edwin Sherin (1975–presente).

## Premios y distinciones
Premios Óscar
| Año  | Categoría               | Película                         | Resultado |
| ---- | ----------------------- | -------------------------------- | --------- |
| 1970 | Mejor actriz            | La gran esperanza blanca         | Nominada  |
| 1977 | Mejor actriz de Reparto | Todos los hombres del presidente | Nominada  |
| 1980 | Mejor actriz de Reparto | Kramer vs. Kramer                | Nominada  |
| 1984 | Mejor actriz            | Testamento final                 | Nominada  |